# Tadeusz Bukowski (fotograf)
Tadeusz Bukowski, ps. „Bończa” (ur. 22 kwietnia 1909 w Warszawie, zm. 21 listopada 1980 tamże) – polski fotografik, fotoreporter Referatu Fotograficznego Biura Informacji i Propagandy Armii Krajowej.

## Życiorys
Podczas powstania warszawskiego fotografował oddziały powstańcze i ludność cywilną w rejonie Powiśla i północnego Śródmieścia. Jako długoletni harcerz wiele zdjęć poświęcił też działalności Harcerskiej Poczty Polowej. Blisko współpracował z reżyserem Antonim Bohdziewiczem, któremu przekazywał zdjęcia, zostawiając sobie negatywy. W oczekiwaniu na zdobycie Powiśla przez Niemców schował około 200 negatywów w piwnicy na ulicy Drewnianej 12 a resztę w mieszkaniu na ulicy Smolnej 14 oraz zakopane na dziedzińcu Liceum im. Zamoyskiego. 12 września dostał się do niewoli niemieckiej. Po powrocie do Warszawy w 1945 roku odnalazł tylko zdjęcia z ulicy Drewnianej. Jego fotografie były zamieszczane w wielu wydawnictwach i na wystawach dotyczących powstania warszawskiego.
Po wojnie, od 1948 roku, był fotografem w Instytucie Wydawniczym Nasza Księgarnia.
Wielokrotny komisarz wystaw fotograficznych w warszawskiej „Zachęcie” m.in. wystaw aktów kobiecych.
Został uhonorowany tytułem artysty Międzynarodowej Federacji Sztuki Fotograficznej - Artiste FIAP (AFIAP).
Jest autorem albumu fotograficznego „Warszawa w dniach powstania 1944" wyd. Krajową Agencję Wydawniczą, w 1980 roku.

## Galeria zdjęć Tadeusza Bukowskiego z powstania warszawskiego

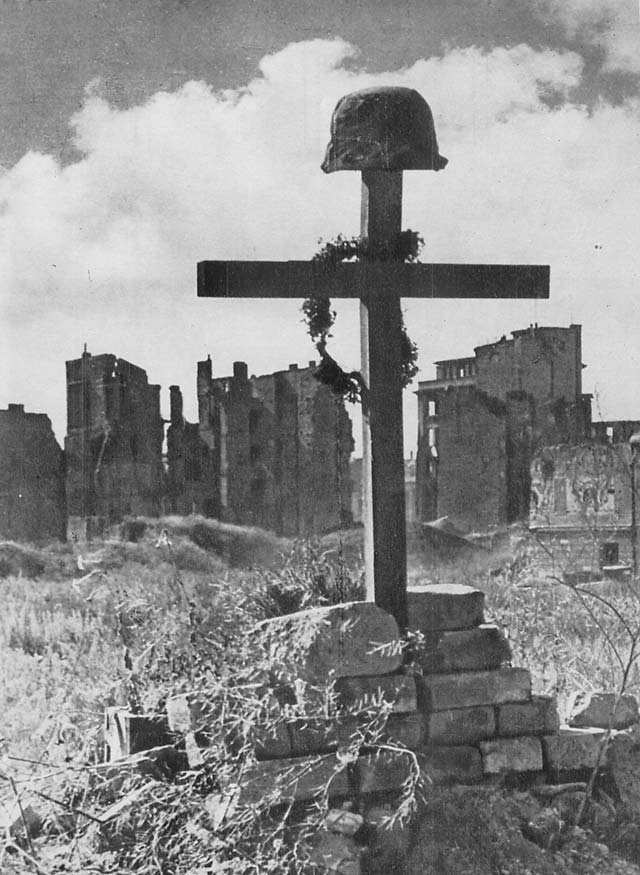
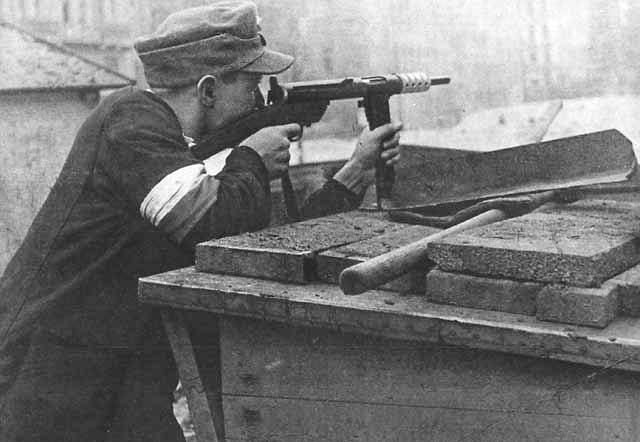
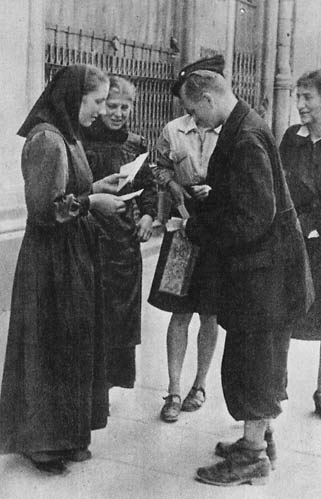
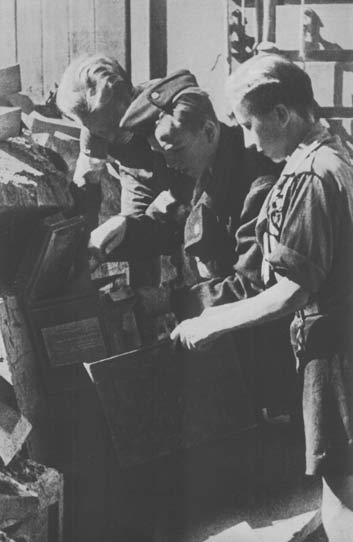
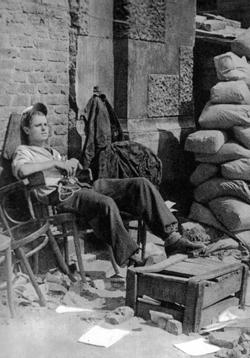
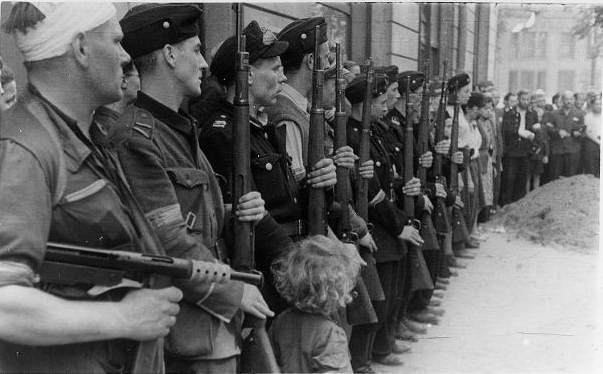
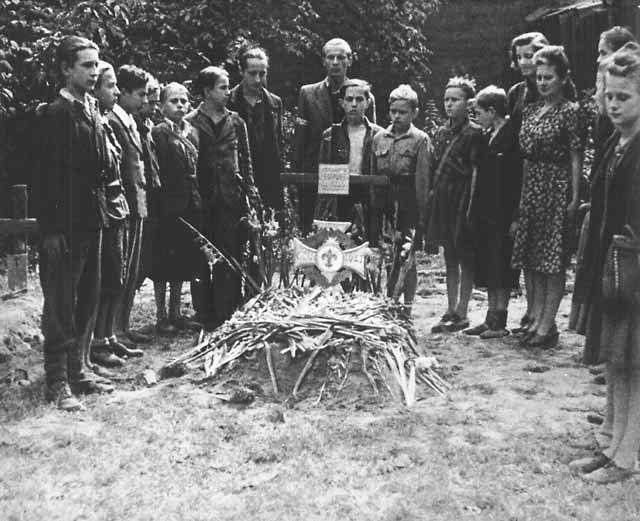
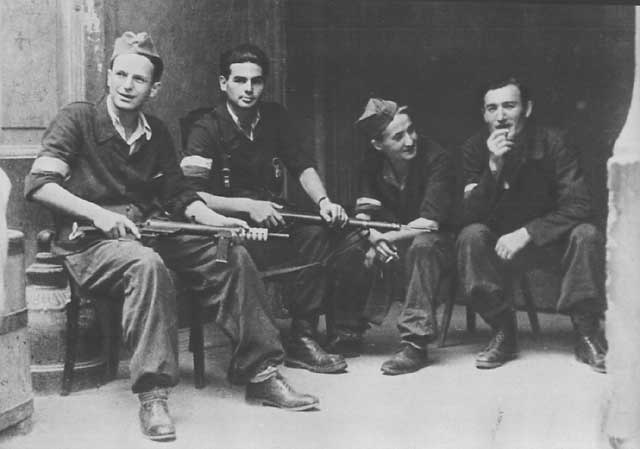
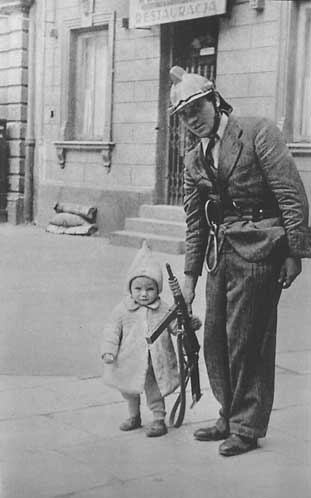
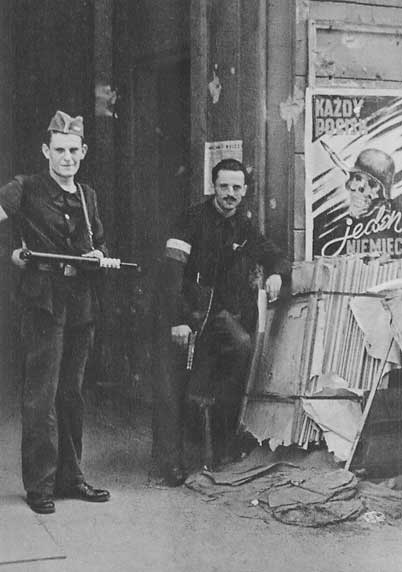
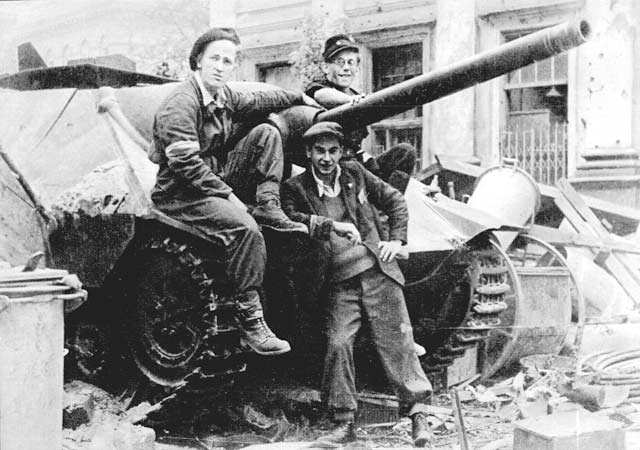
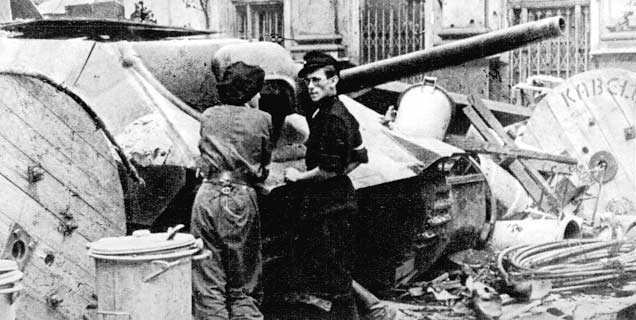
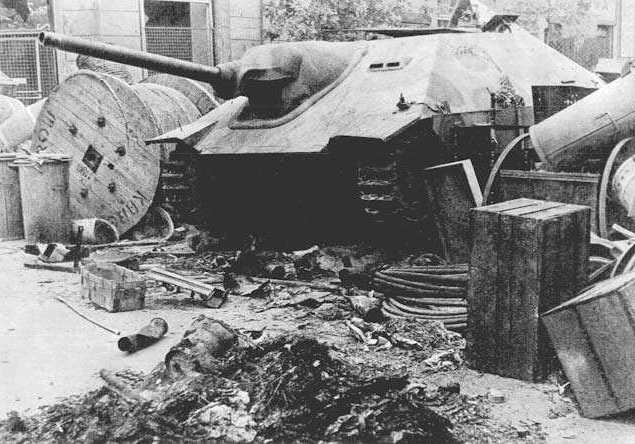
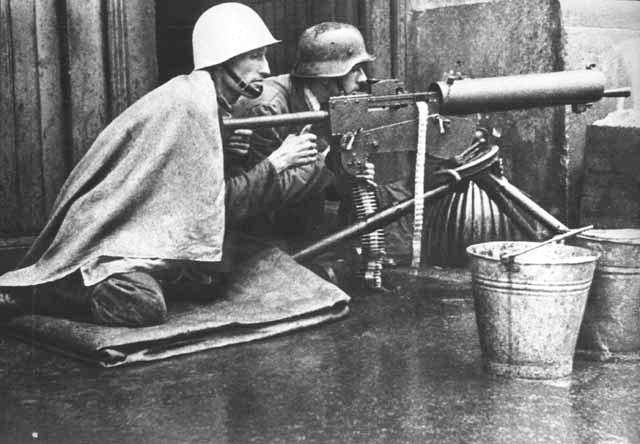
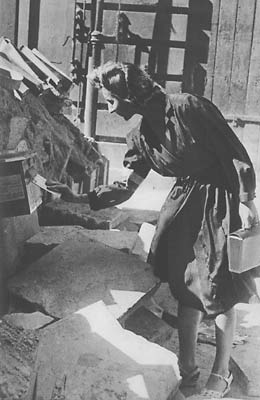
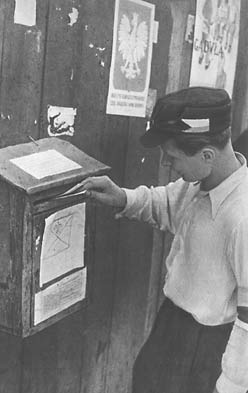
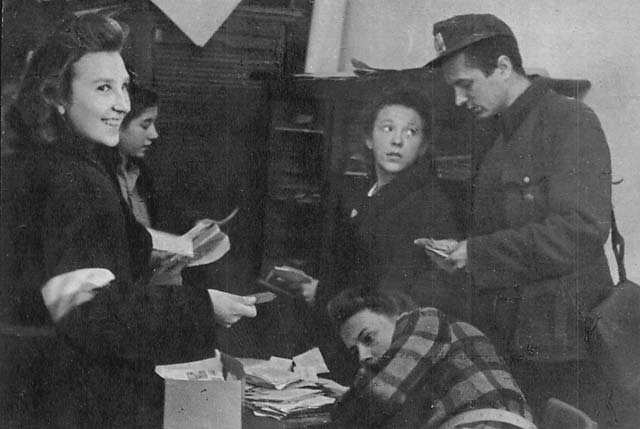
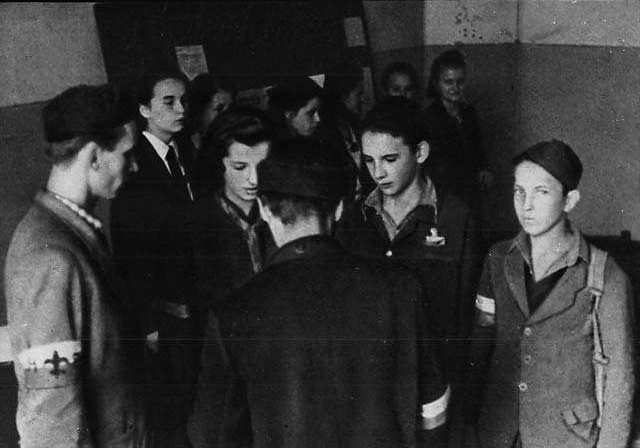
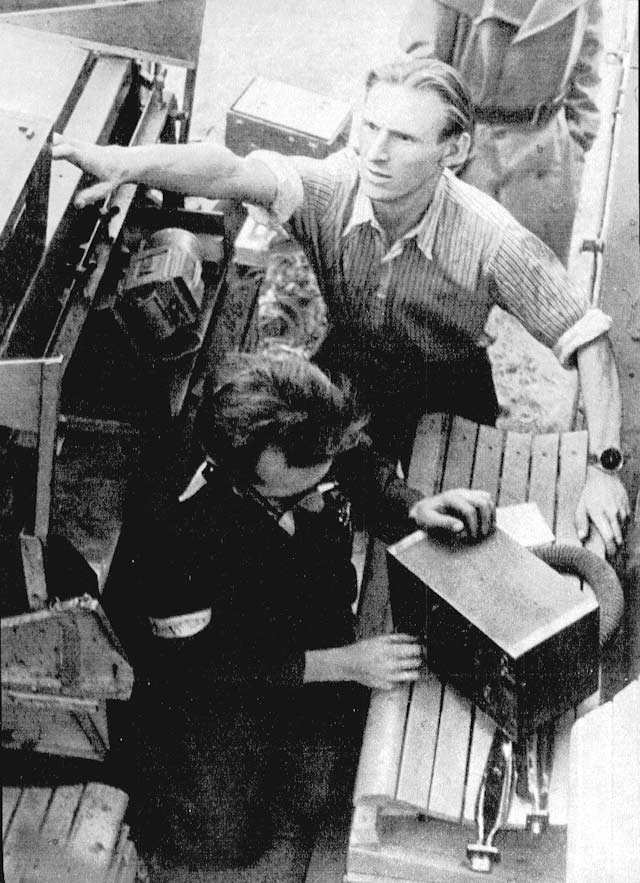
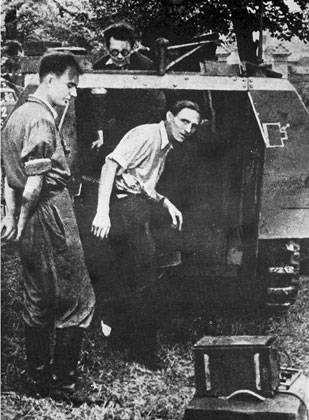
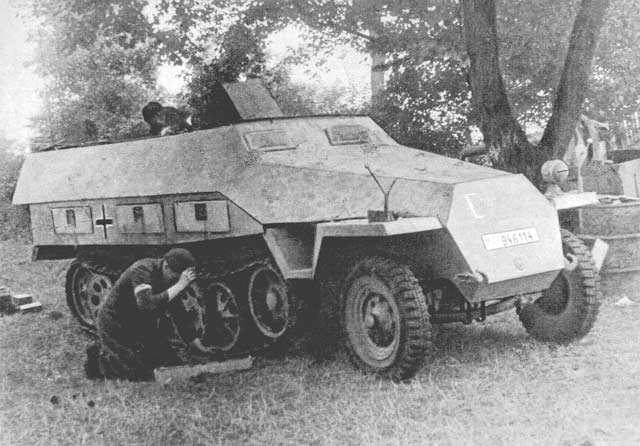
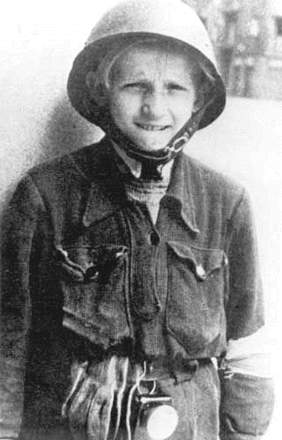